# Seniorul Paxwax
Master of Paxwax (Seniorul Paxwax) este un roman SF de Phillip Mann publicat în 1986 de Gollancz/Denoël. Are o continuare, The Fall of the Families (Prăbușirea familiilor, 1987), ambele formând seria/dipticul The Gardener (Grădinarul).
Seniorul Paxwax este un roman în care extratereștrii sunt asupriți de imperiile umane, dar pun la cale să se răzbune folosind ajutorul involuntar al lui Pawl Paxwax din Familiile Galactice.

## Rezumat
„Sanctum, o planetă pustie și aproape invizibilă, acolo unde începe totul.”
Povestea din Seniorul Paxwax, a doua carte a lui Mann, se concentrează în jurul vieții lui Pawl Paxwax. Pawl – iar numele lui este semnificativ – este al doilea fiu al celei de-a cincea familii dintr-un imperiu la nivelul întregii galaxii condus de unsprezece mari familii. Aceste Familii au înrobit de secole forme de viață non-umane printr-o politică de genocid extraterestru. Acum lucrurile se schimbă. Sub suprafața lumii aparent moarte Sanctum, extratereștrii inteligenți supraviețuitori se adună, uniți în dorința lor de a riposta în fața societății barbare care le-a devastat civilizațiile.
Când tatăl și fratele lui Pawl mor într-o succesiune rapidă, Pawl se trezește împins într-o poziție de putere supremă, fără să știe că rasele extraterestre au decis să se revolte și intenționează să-l folosească pe el și pe amanta sa, Laurel Beltane, ca pioni pentru a învinge celelalte familii conducătoare. Pawl este un poet și de natură apolitică, dar dușmănia lui, odată trezită, este de temut. 

## Recepție
Dave Langford⁠(d) a scris o recenzie a romanului Seniorul Paxwax în revista White Dwarf #82 și a declarat că este o „operă spațială de înaltă clasă, cu o mulțime de extratereștri convingători”.

## Recenzii
- Recenzie de Dan Chow (1986) în revista Locus, #308 septembrie 1986
- Recenzie de Barbara Davies (1986) în revista Vector 134
- Recenzie de Chris Amies (1993) în Vector 175